# Szántó Erzsi
Szántó Erzsi (Budapest, 1939. február 17. –) magyar táncdalénekesnő.

## Életpályája
A hagyományos táncdal képviselője, Hold ragyog a Dunán című slágerével tört be a köztudatba a hatvanas évek közepén. 1966-ban a Borús az idő (Sirály) című számával megnyerte a Tessék választani! című rendezvényt, aminek jutalma egy müncheni szerződés volt. A beatzene előretörését látva, úgy döntött, nem folytatja énekesi karrierjét, hanem külföldön maradt. Bár készített német és olasz nyelvű számokat, egészen az 1990-es évekig nem hallott róla a magyar közönség. Akkor viszont megjelent legnagyobb slágereit tartalmazó cédéje.